# Foramina parietalia permagna
Foramina parietalia permagna (FPP) bezeichnet eine sehr seltene angeborene Störung der Schädelentwicklung mit dem Hauptmerkmal umschriebener  Knochendefekte im Scheitelbein beidseits durch erhebliche Vergrößerung (lateinisch permagna ‚„sehr gross“‘) der Foramina parietalia.
Synonyme sind:  Bonnaire-Syndrom; Foramina parietalia, vergrößerte; Cranium bifidum, hereditäres; englisch Catlin-marks

## Verbreitung
Die Häufigkeit wird mit 1 zu 15.000  – 25.000 angegeben, die Vererbung erfolgt autosomal-dominant.

## Ursache und Klassifikation
Je nach der Erkrankung zugrundeliegenden  Mutationen kann folgende Einteilung erfolgen:
- Parietal foramina 1, Mutationen im MSX2-Gen am Genort 5q35.2[4]
- Parietal foramina 2, Mutationen im ALX4-Gen an 11p11.2 5q35.2[5]
- Parietal foramina 3[6]

## Klinische Erscheinungen
Klinische Kriterien sind:
- angeborene rundliche Defekte im Scheitelbein nahe der Sutura sagittalis
- eventuell Veränderungen im EEG über den Defekten, lokale Alopezie
- gelegentlich Kopfschmerzen und/oder Absencen, Lippen-Kiefer-Gaumenspalte

## Im Rahmen von Syndromen
Vergrößerte Foramina parietalia finden sich bei folgenden Syndromen:
- FG-Syndrom
- Potocki-Shaffer-Syndrom
- Ritscher-Schinzel-Syndrom
- Foramina parietalia mit kleidokranialer Dysostose[7]
- Multiple kartilaginäre Exostosen
- Toriello-Syndrom[8]

## Geschichte
Die Namensbezeichnung bezieht sich auf den französischen Gynäkologen Erasme Bonnaire (1858–1918) bzw. auf den Namen der Familie, in welcher diese Veränderungen durch William M. Goldsmith im Jahre 1922 beschrieben wurden.
Der Erstbeschrieb erfolgte wohl im Jahre 1707 durch Giovanni Maria Lancisi.